# アーク・コミュニケーションズ
株式会社アーク・コミュニケーションズ（Ark Communications Inc.）は、日本の編集プロダクション。編集プロダクションとしては国内最大級の規模を持つ。類似した名前で株式会社アークコミュニケーションズが存在するが、全く別の会社である。

## 沿革
- 1980年（昭和55年） - 週刊誌記者、フリーライターなどを経験した代表の檜森雅美が東京・豊島区に編集事務所を設立[1]。
- 1985年（昭和60年）10月 - 東京都千代田区九段南にオフィスを移転。同時に有限会社スティックスとして法人登記[1]。
- 1989年（平成元年） - 任意団体日本編集制作会社協会（現・一般社団法人日本編集制作協会[2]）に加入[3]。
- 1991年（平成3年）10月 - 社名を株式会社アーク・コミュニケーションズに変更（代表取締役 檜森雅美）。
- 1992年（平成4年）9月 - 業務拡張のため、オフィスを千代田区六番町に移転。社員数30名を突破。
- 1996年（平成8年）9月 - 業務拡張のため、オフィスを現在地に移転。
- 2000年（平成12年）3月 - デザイン会社として有限会社アーク・ビジュアル・ワークス[4]を設立。
- 2001年（平成13年）8月 - 出版会社として株式会社アーク出版を設立。
- 2003年（平成15年）3月 - 業務拡張のため、東ビルに分室を開設。グループ総数70名を突破。
- 2009年（平成21年）1月 - コーポレート・コミュニケーション事業部を開設（現・株式会社CCアーク）。
- 2020年（令和2年）2月 - 株式会社キュービックとデジタルメディア事業において業務提携[5]。

## 主な受賞歴
- 第10回日本編集制作大賞 企業出版部門『健康を磨く 笑顔をふやす シリーズ全4巻』（扶桑社 発行）[6]
- 第12回日本編集制作大賞 企業出版部門『日本フイルコン株式会社100周年記念誌(日本語版、英語版)』（日本フイルコン株式会社 発行）[7]
- 第14回日本編集制作大賞 グランプリ『からあげパーフェクトブック 2020』（責任監修：一般社団法人 日本唐揚協会）[8]

## 編集・執筆　雑誌・書籍
- まっぷる 東京 ’20（昭文社発行）[9]
- これ一冊で安心！高齢者施設の費用・選び方・手続きのすべて（ナツメ社発行）[10]
- MAMOR（マモル）2019年3月号　自衛官のカラダになる!（扶桑社 発行）[11]
- 地図でスッと頭に入るアメリカ50州（昭文社発行）

## 加盟団体
- 日本編集制作協会（略称AJEC）
- 公益社団法人 日本パブリックリレーションズ協会